# 420 (марихуана)

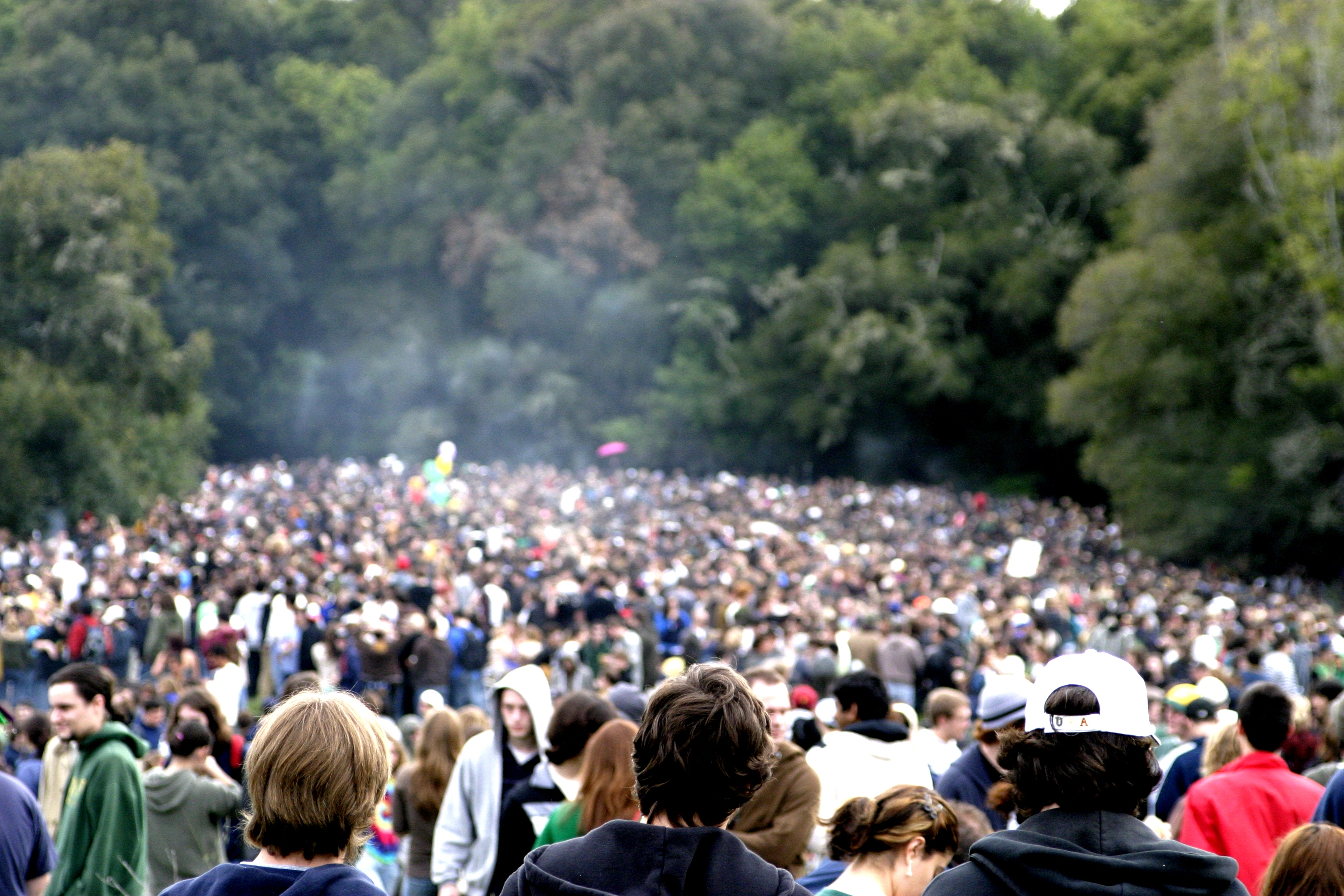
Святкування 20 квітня в Санта Круз, Каліфорнія (2007 р.)

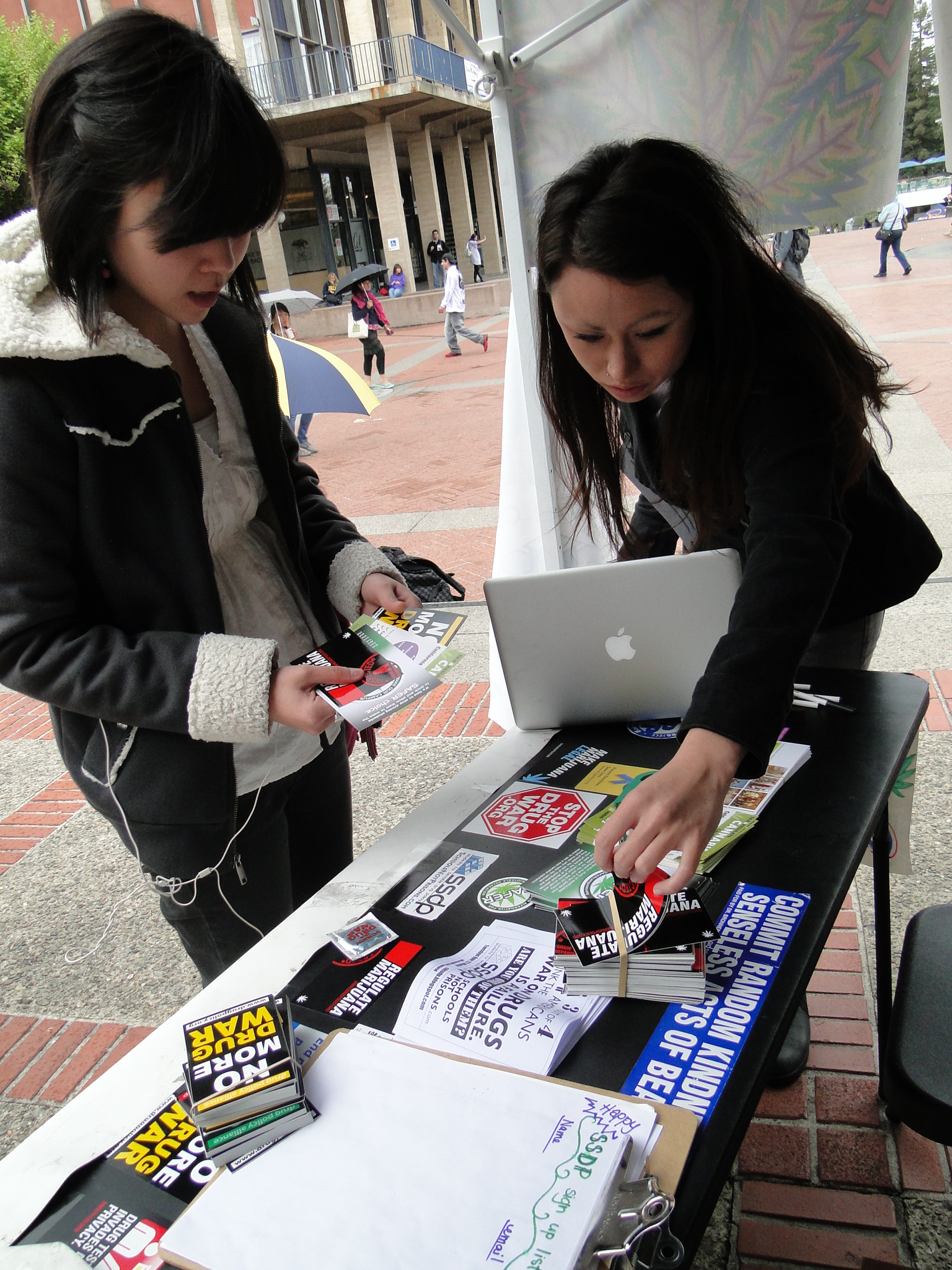
Член SSDP роздає друковану продукцію, присвячену культурі вживання марихуани, 20 квітня 2010 року в Каліфорнійському університеті в Берклі

420 (вимовляється «four-twenty» — «чотири-двадцять») — термін, використовуваний в північноамериканській субкультурі для позначення популярного часу куріння марихуани. Означає час 04:20 і 16:20 (4 г. 20 хв.).
В цей час представники даної культури зазвичай збираються для того, щоб провести час, покурити коноплю разом або ж обговорити політику держави, в якій вони живуть, щодо марихуани.
У більш широкому сенсі, «420» використовується в сленгу для позначення вживання марихуани, а також є одним із способів ідентифікації приналежності до контркультури.

## Походження
Хоча існує багато різних теорій походження терміна, широке поширення він отримав в 1971 році, коли група підлітків в Сан-Рафаель Хай Скул (англ. San Rafael High School (Сан-Рафаель, Каліфорнія) збиралася в цей час після школи, щоб покурити коноплі біля статуї Луї Пастера.
Вираз став частиною привітання їх групи «420 Луї!» (англ. «420 Louis!»), і став популярним в кінці 80-х завдяки фанатам «The Grateful Dead».
Багато курців коноплі з Північної Америки продовжують зустрічатися о 16:20, щоб покурити коноплю спільно. Зі зростанням вживання терміна 420, він також поширився і на дату 20 квітня («4/20» у скороченому форматі запису дати в США).
Цей день став контркультурним святом, коли прийнято збиратися і вживати коноплі разом. У деяких районах таке свято збігається з Тижнем Землі (англ. Earth Week).

## Кампанія «420»
Кампанія «420» закликає людей брати участь в політичному процесі з метою легалізації марихуани. Особливо популярний заклик «зробити 20 квітня щорічною відправною точкою для консолідації заходів щодо тиску на Конгрес з метою легалізації марихуани».
Зафіксовано підтримку ідей цієї групи на території України.
Такі організації, як NORML (National Organization for the Reform of Marijuana Laws), SAFER (Safer Alternative for Enjoyable Recreation), і SSDP (Students for Sensible Drug Policy) вже використовують 20 квітня для пропаганди необхідності політичної реформи щодо статусу марихуани в суспільстві.
У штаті Колорадо дистанційний стовп «420-а миля» на 70-й магістралі довелося замінити на «Миля 419,99» через часті крадіжки знака.